# Çamlıdere
Çamlıdere Ankara tartomány egyik körzete, egyben egyik kisvárosa is. A körzet a Çamlıdere Bayındır víztározónak köszönhetően Ankara vízellátásának 70%-át biztosítja. A helyiek főképp mezőgazdasággal, állattenyésztéssel foglalkoznak, a körzetben mintegy 42 600 hektárnyi erdő is található.

## Történelme
Eredete bizonytalan, a szeldzsuk időkben valószínűleg már lakott falu volt, erről a környéken található mai falvak szeldzsuk vezérekre visszavezethető nevei tanúskodnak. Írásos emlékek nincsenek a hely történelméről, a helyiek elbeszélései alapján azonban úgy tűnik, korábban Kuzveren vagy Kuzucular néven ismerték. Ami bizonyos, hogy 1916 előtt Beypazarıhoz tartozó falu volt, 1916-ban pedig Kızılcahamam körzethez csatolták. 1952 óta önálló körzet.